# Alexandre Prachay
Alexandre Michel Prachay, né le 17 mai 1895 à Sail-sous-Couzan (Loire) et mort pour la France le 22 mai 1943 à El Biar en Algérie, est un homme politique français. Il a été député communiste de Seine-et-Oise.

## Biographie
Fils d'un contremaître, Alexandre Prachay exerce la profession d'instituteur de 1915 à 1925. Il passe ensuite une licence de mathématiques et devient alors professeur de collège. Il enseigne à Arbois, Briançon, Beaune et finalement à Pontoise à partir de 1930.
Il adhère au parti communiste en 1923 et s'implique beaucoup dans l’action politique là où il exerce. Il prend la direction du 25e rayon du Parti communiste et multiplie ses activités en militant notamment dans les comités du Secours rouge international.
Lors de élections de 1928, il est pour la première fois candidat dans la circonscription de Louhans (Saône-et-Loire). Il n'est pas élu.
Candidat à Pontoise aux élections cantonales en 1931, puis aux élections législatives de 1932, aux cantonales de 1934 et aux sénatoriales de 1935, sans succès. Une élection partielle en 1935 lui permet d’entrer au conseil municipal de Pontoise, étant ainsi le premier conseiller municipal communiste de la ville.
Lors des élections de 1936, il est élu député de la première circonscription de Pontoise (Seine-et-Oise), candidat du Front populaire, battant le radical Henry Franklin-Bouillon, député sortant, élu depuis 1910 et bien implanté localement. Candidat aux élections cantonales en 1937, il est battu par le candidat de droite, Jean Debrie.
Très actif au sein du conseil municipal, il émet le vœu de la création d’un fonds national de chômage, destiné à « soulager les finances communales déjà lourdement chargées sur le service des allocations à verser aux chômeurs et à leurs familles ».
Il intervient pour demander que le taux journalier de l’allocation principale de chômage passe à 7 francs et que le pointage soit simplifié. Il demande également le rétablissement et la réparation de fontaines publiques, notamment celle dite des Deux Tuyaux située rue Basse (actuelle rue Pierre Butin) aux abords de la Grande rue, le prolongement de canalisations d’eau jusqu’au quartier du Chou.
En matière sportive, il demande que le Rugby Club de Pontoise-Maurecourt, dont le siège a été transféré de Maurecourt à Pontoise, soit bénéficiaire du stade municipal. Ses interventions sont rarement prises en compte ou adoptées. Ses interventions plus politiques vont au-delà du contexte local: demande au conseil municipal de voter la dissolution des ligues fascistes, l’attribution d’une subvention en faveur de l’Espagne républicaine, sans succès.
Il s’indigne que la municipalité mette à disposition la salle des fêtes en faveur du candidat Franklin-Bouillon, alors qu’elle lui refuse une réunion électorale pour les élections législatives de 1936. Cette même réunion est protégée par des gardes mobiles, comme quoi la vie politique locale à la fin des années trente est très dense à Pontoise !
Accusé d'avoir constitué le Groupe ouvrier et paysan français à la Chambre, il est arrêté le 8 octobre 1939, déchu de son mandat le 21 janvier 1940, et condamné le 3 avril 1940 par le 3e tribunal militaire de Paris à cinq ans de prison, 4 000 francs d'amende et cinq ans de privation de ses droits civiques pour reconstitution de ligue dissoute et propagation des « mots d'ordre de la IIIe Internationale ». Interné à Maison-Carrée en Algérie, il est libéré par les Anglo-Américains après le débarquement allié en Afrique du Nord en février 1943. Sa santé ayant été durement ébranlée par 40 mois de captivité, il meurt le 22 mai 1943 à El-Biar (Algérie). Sa dépouille est exhumée en juillet 1950 pour être ramenée en France dans son village de Sail-sous-Couzan (Loire) pour rejoindre la sépulture familiale le 13 août 1950. Le 25 novembre 2005, par décision du Ministre de la défense Mme Alliot Marie, il est reconnu mort pour la France.

## Mandat
- 03/05/1936 - 21/01/1940 : Député communiste de Seine-et-Oise

## Hommages posthumes
- À la Libération, la ville de Pontoise rebaptisera sa Grand rue, en rue Alexandre Prachay.
- En 2007, dans son village natal Sail-sous-Couzan, le maire Jean-Claude Chazelle mena un combat face aux élus de droite pour faire graver le nom du député Alexandre Prachay sur le nouveau Monument aux morts qui se trouve "Place de la Paix entre les peuples".

### Sources
- « Alexandre Prachay », dans le Dictionnaire des parlementaires français (1889-1940), sous la direction de Jean Jolly, PUF, 1960 [détail de l’édition]
- Archives municipales de Pontoise, cotes 1D48, 1D49, 1O228, Per9, 1DHP38,
- Dictionnaire biographique du Mouvement ouvrier français, tome 39, p. 191–192.